# Exanthica
Exanthica é um gênero de mariposa pertencente à família Acrolepiidae.